# Renata Walendziak
Renata Walendziak z domu Pentlinowska (ur. 18 stycznia 1950 w Grabowie w gminie Bobowo) – polska lekkoatletka, specjalistka biegów długodystansowych, wielokrotna mistrzyni Polski.

## Kariera
Zajęła 10. miejsce w biegu na 3000 metrów na mistrzostwach Europy w 1974 w Rzymie.
Zdobyła brązowy medal drużynowo podczas mistrzostw świata w biegach przełajowych w 1975 w Rabacie, a indywidualnie zajęła 13. miejsce. Na mistrzostwach świata w biegach przełajowych w 1977 w Düsseldorfie była indywidualnie 27., a w drużynie 4., a na mistrzostwach świata w biegach przełajowych w 1978 w Glasgow indywidualnie – 29., a drużynowo – 5..
Od 1979 startowała w maratonach. Zwyciężyła w Maratonie Warszawskim w 1979 i 1987.
Była mistrzynią Polski w biegu na 3000 metrów w 1976 oraz w maratonie w 1983, 1985 i 1986, wicemistrzynią w biegu na 1500 metrów w 1974, w biegu na 3000 metrów w 1975, w biegu przełajowym w 1974, 1975 i 1976, w maratonie w 1982 oraz w biegu na 20 kilometrów w 1987, a także brązową medalistką w biegu na 1500 metrów w 1975, w biegu na 3000 metrów w 1973, 1974, 1977 i 1979 i w biegu przełajowym w 1973. Zdobyła również brązowy medal w biegu na 1500 metrów w halowych mistrzostwach Polski w 1976. 
Ustanawiała rekordy Polski w biegu na 3000 metrów (9:13,8 30 czerwca 1974 w Warszawie) i trzykrotnie w maratonie (do 2:32:30 6 kwietnia 1986 w Dębnie).
Była zawodniczką Neptuna Gdańsk i Bałtyku Gdynia.
Rekordy życiowe::
| Konkurencja           | Data i miejsce             | Wynik    |
| --------------------- | -------------------------- | -------- |
| bieg na 1500 metrów   | 7 lipca 1975, Praga        | 4:16,3   |
| bieg na 3000 metrów   | 25 czerwca 1976, Bydgoszcz | 9:00,4   |
| bieg na 10 000 metrów | 31 lipca 1987, Sopot       | 33:56,53 |
| bieg maratoński       | 6 kwietnia 1986, Dębno     | 2:32:30  |

Pracuje jako nauczycielka wychowania fizycznego w Technikum Hotelarsko-Gastronomicznym w Gdyni.